# 川崎芳隆
川崎 芳隆（かわさき よしたか、1908年 - 1971年）は、日本のドイツ文学者。東京帝国大学独文科卒。群馬大学教授を務めた。多くのドイツ文学を翻訳した。

## 著書
- クライストの愛国文学（日本放送出版協会（ラジオ新書）、1941年）
- 表解独逸文法読本（大学書林、1950年）
- ドイツ語あれぐろ（大学書林、1961年）

## 翻訳書
- 河畔の人々（シュミットボン 弘文堂書房（世界文庫）、1940年）
- 情熱の書（ハウプトマン 万里閣、1940年）
- 黄昏（シュテファン・ツヴァイク 六花書房、1947年）
- 絵のない絵本（アンデルセン 季節社、1948年8月、角川文庫、1950年11月）
- 白馬の騎手（シュトルム 思索社、1948年）
- 若き日（シュトルム 蒼樹社、1948年）
- 美しき魂の告白（ゲーテ 大日本雄弁会講談社、1949年）
- 美はしき別離（メーリケ 蒼樹社、1949年）
- ゲーテ恋愛詩集 風のかなでる竪琴（創芸社、1949年）
- 情熱の海（ツワイク 蒼樹社、1949年 「愛慾の海（情熱のノヴェル）」角川文庫）
- 薔薇よ香りあらば（トーマス・マン リスナー社、1949年）
- みづうみ（シュトルム 思索社、1949年）
- 恋愛詩集 正続（ハイネ 思索社、1949年）
- ゲーテ青春詩集 運命の人（創芸社、1950年）
- 水に墜つ（シュトルム 思索社、1950年）
- 若きヴェルテルの悩み（ゲーテ 創芸社、1950年）
- 春の目ざめ（ヴェーデキント 三笠文庫、1951年）
- 幸福の船（シュミットボン 三笠文庫、1952年）
- さすらい（シュミットボン 三笠文庫、1952年）
- 三色すみれ・北の海（シュトルム 創元文庫、1952年）
- 黄昏れゆく青春（シュトルム 創元文庫、1952年）
- ある心の破滅 他二篇（ツヴァイク 角川文庫、1953年）
- 最初の体験 子供の国の物語（シュテファン・ツヴァイク 白水社、1953年）
- マジェラン航海記（ツヴァイク 河出書房（世界探検紀行全集）、1954年）
- 哀愁のアルカーディア 長篇小説（ペーター・メンデルスゾーン 河出新書、1956年）
- ヘッセ全集 第14巻 クリングゾルの最後の夏（創芸社、1956年）
- 兵士フェルテンの記録（ゲルハルト・クラーマー 永野藤夫共訳、春陽堂、1957年）
- シュトルム選集 第4巻 水に墜つ（伊藤武雄、国松孝二共訳、清和書院、1959年）
- ハンスとハインツ・キルヒ シュトルム選集 第5巻（清和書院、1959年）
- シュトルム選集 第7巻 影法師（清和書院、1959年）
- スピリ少年少女文学全集 8　母の歌（白水社、1961年）
- 魔の山（トーマス・マン 旺文社文庫 全4巻、1967年-1970年）
- たそがれの恋・狂走病患者（ツヴァイク 角川文庫、1969年）
- みずうみ・三色すみれ（シュトルム 潮文庫、1971年）
- 漂泊の人（ヘルマン・ヘッセ 潮文庫、1972年）
- 変身 他4編（フランツ・カフカ、浦山光之共訳、旺文社文庫、1973年）

## 参考
- 「マジェラン航海記」訳者紹介